# Antap
Antap is een bestuurslaag in het regentschap Tabanan van de provincie Bali, Indonesië. Antap telt 2668 inwoners (volkstelling 2010).